# Fornaci di Barga
Fornaci di Barga is een plaats (frazione) in de Italiaanse gemeente Barga in de provincie Lucca (regio Toscane).

## Fotogalerij

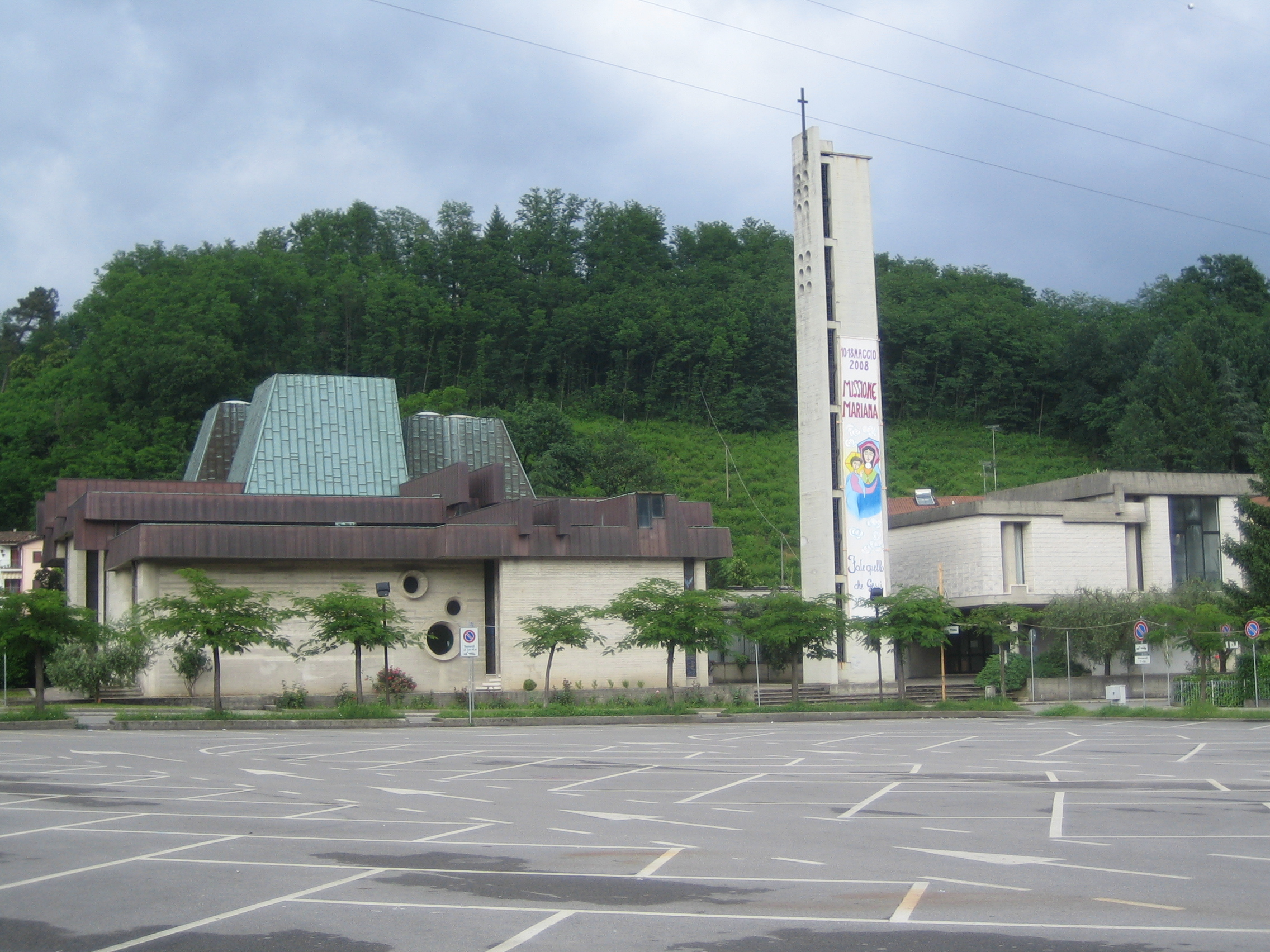
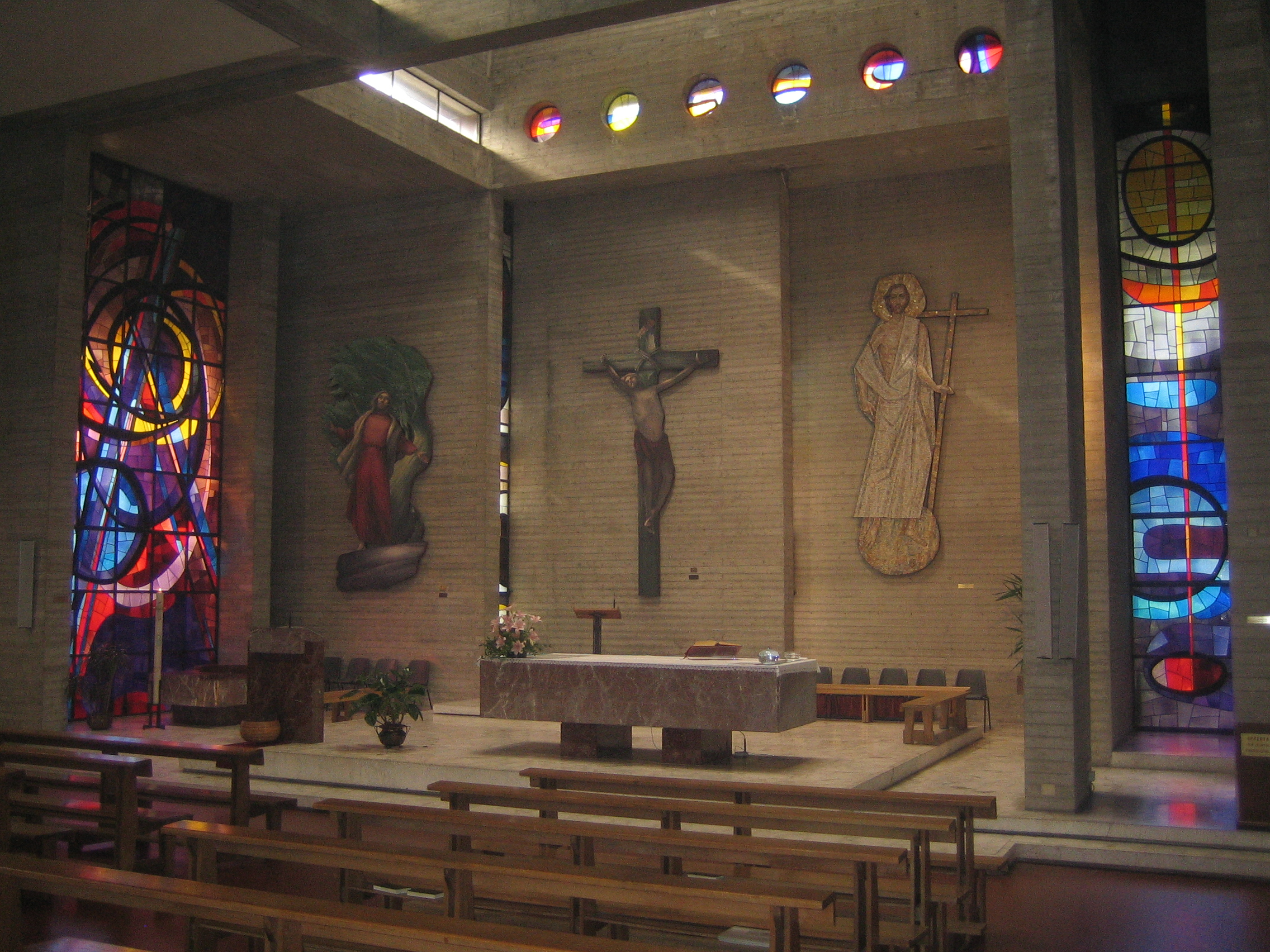
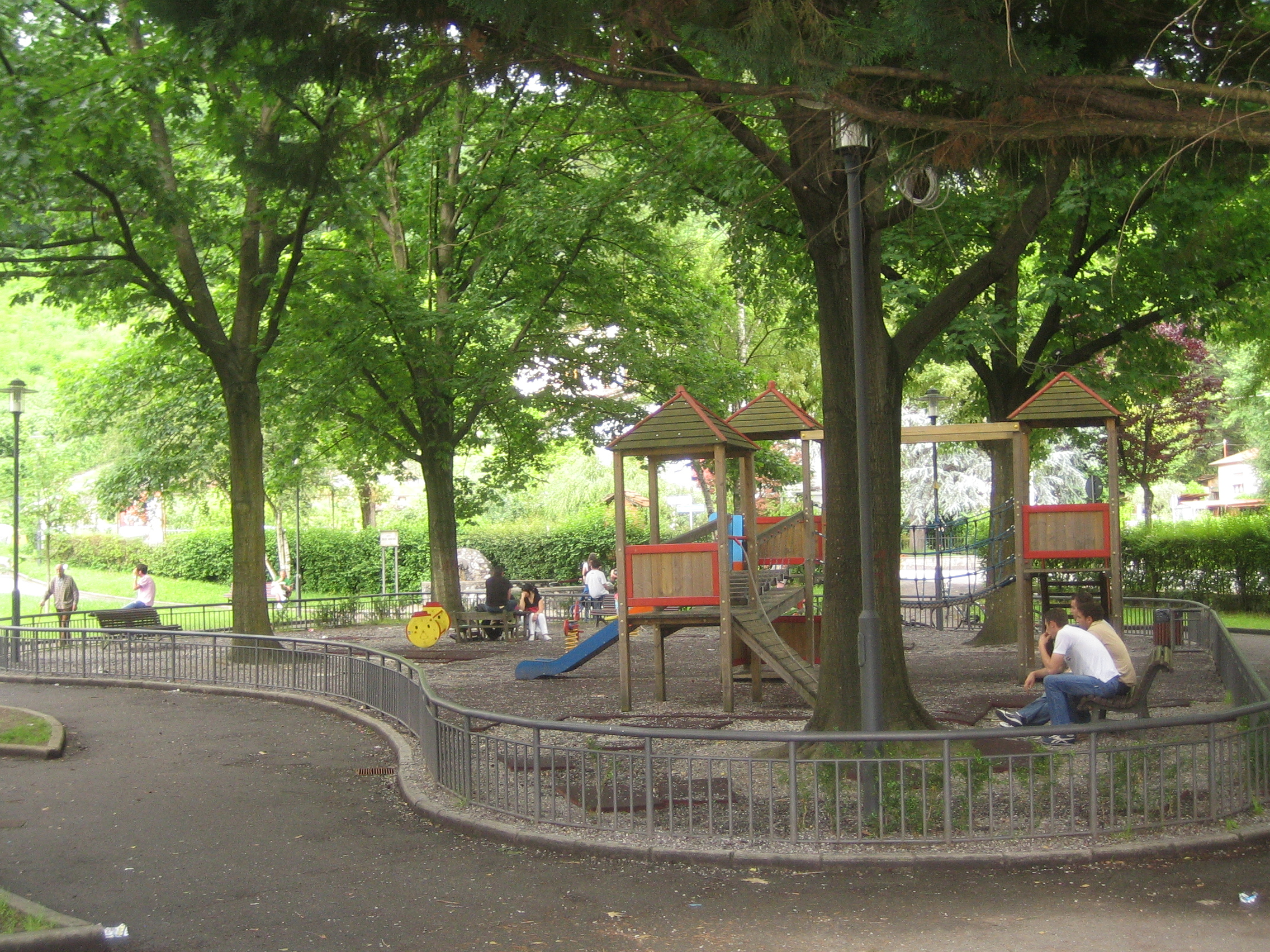
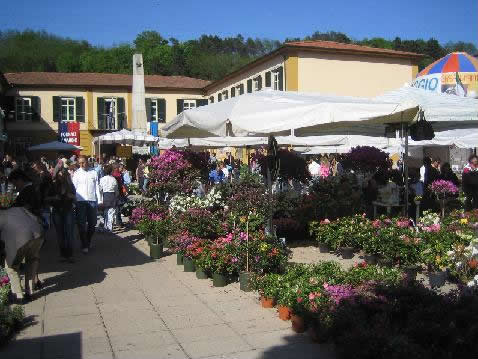
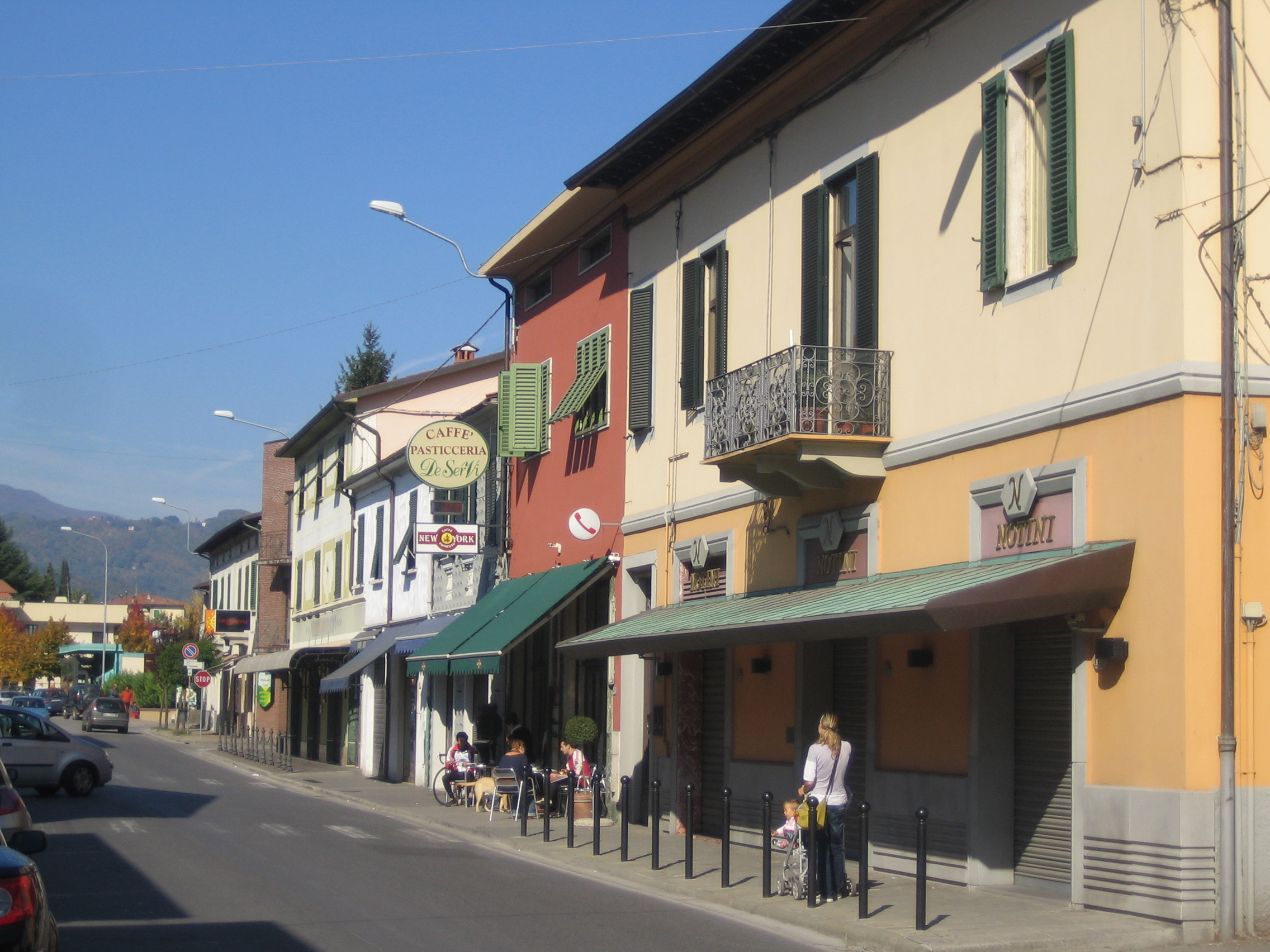
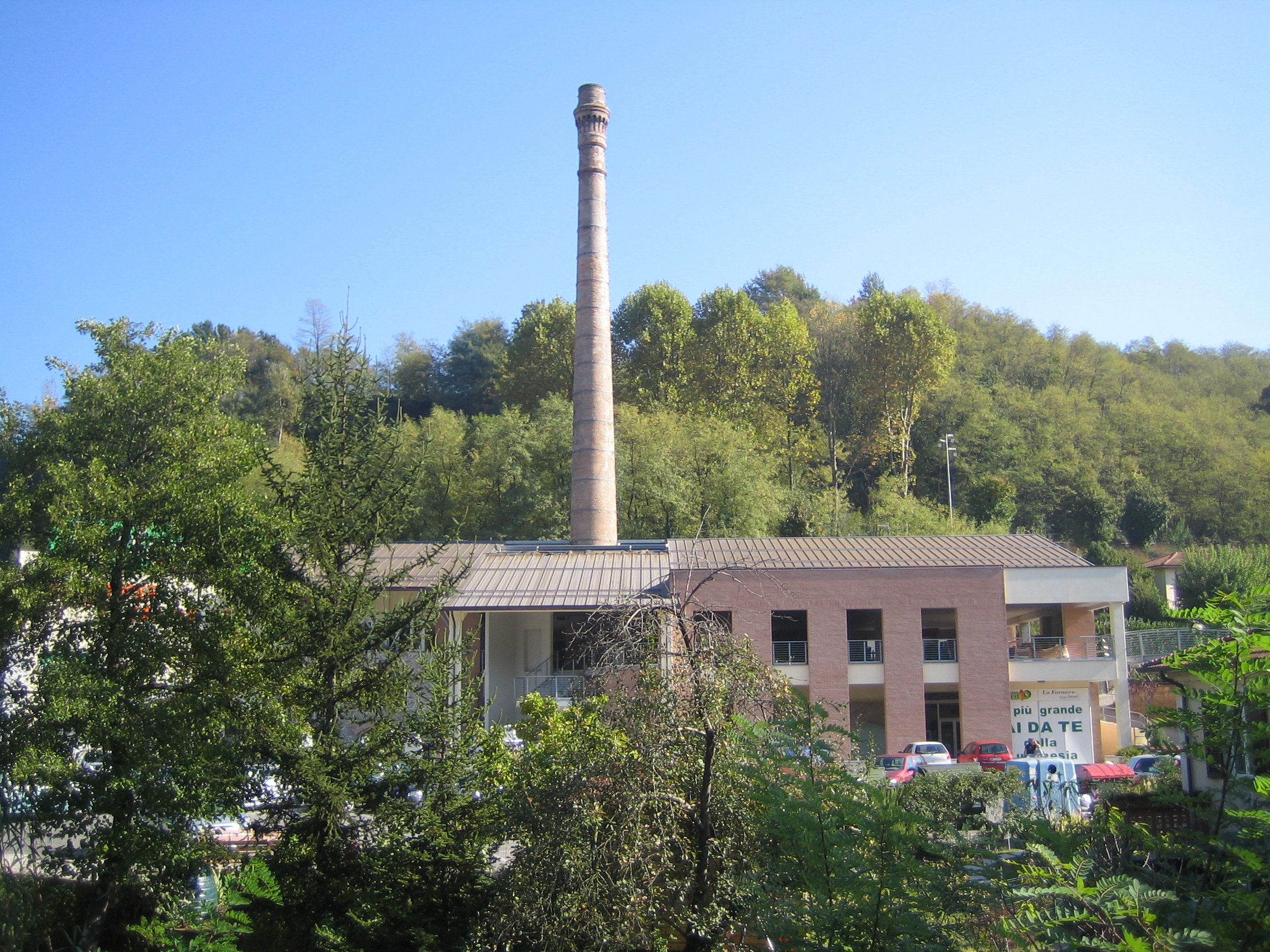
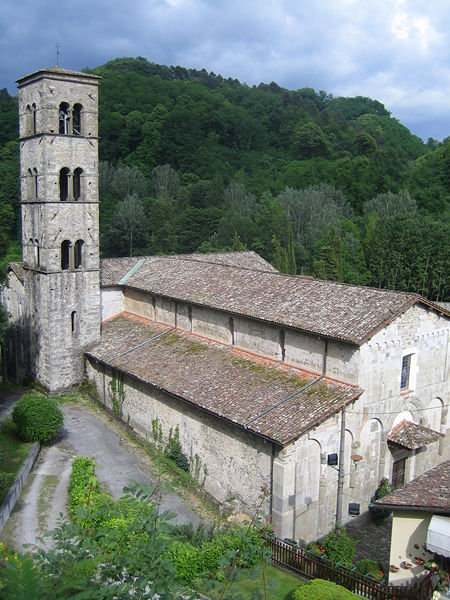